# USS Lionfish
Pour plus de détails, voir Fiche technique et Distribution.
USS Lionfish (Subconscious) est un film de science-fiction américain réalisé par Georgia Hilton, sorti en 2015.
Écrit par Georgia Hilton, le film raconte l'histoire du professeur Peter Williams, interprété par Tim Abell, qui avec l'aide de sa femme Stacey (Aleisha Force), va remonter le temps en 1943 dans le sous-marin USS Lionfish pour fournir à l’armée américaine la technologie du futur et permettre aux États-Unis de gagner la Seconde Guerre mondiale contre les Allemands. Produit par Naomi Brockwell, le film a été tourné en anglais aux États-Unis où il sort le 10 mars 2015, puis en direct-to-video en France le 5 mai 2015.

## Synopsis
En 1943, le commandant du sous-marin Lionfish, Tommy Sterling (Cambridge Jones) se bat contre le Japon dans le Pacifique. L'amiral Roberts (Dominick Mancino) ordonne au commandant Sterling de revenir à la base navale de Battleship Cove à Fall River (Massachusetts).
Le commandant Sterling débarque du Lionfish mais le 14 août 1943, à 8 h 30, l'amiral Roberts a classé l'USS Lionfish « secret défense » ce qui empêche Sterling de retourner dans le Lionfish. L'amiral Roberts ordonne à Sterling d'aller former des sous-mariniers à l'école.
Une photographe (Deborah Grosmark), travaillant pour les renseignements navals de l'OSS (Office of Strategic Services), prend des photos du Lionfish puis l'amiral Roberts fait éteindre tous les éclairages du sous-marin. L'amiral Roberts ferme les portes du Lionfish, les scelle et en interdit l’accès dans la base navale de Battleship Cove.
À 13 h 30, les photos de l'USS Lionfish arrivent à l'OSS Fort Tarbert.
À 16 h 30, le commandant Sterling retourne chez lui, se change, et retourne à la base vers 20 h 30, où il déjoue la surveillance du gardien et rentre dans son sous-marin. Sterling écrit une lettre, dit à haute-voix « un capitaine doit couler avec son navire » puis se suicide. Le corps du commandant décédé n'est pas rendu à sa famille, laissant ses descendants sans explication sur sa disparition inexpliquée.
Soixante-dix ans plus tard, le 11 août 2014, Peter Wiliams (Tim Abell), le petit-fils du commandant Sterling est devenu un professeur d'histoire à l'Université de Boston. Il est hanté par la disparition secrète de son grand-père. L'obsession de ses recherches le rend alcoolique et l'oblige à démissionner pour ne pas souffrir l'humiliation d’être licencié.
Le 12 août 2014, après 70 ans que le Lionfish soit fermé, l'agent Garmine (Tom Stedham) des services secrets américains, appelle Peter pour lui donner l’autorisation d’entrer dans le Lionfish. Peter accepte de faire des recherches pour découvrir ce qui est arrivé à son grand-père. Peter appelle Mike Maurice (Mike Beckingham), un chercheur de fantômes.
Le 13 août 2014, Peter et les trois membres de son équipe dont Stacey (Aleisha Force), son ex femme, sont les premiers à pénétrer dans les entrailles du submersible.
Peter trouve le squelette de son grand-père décédé. Garmin lui dit que son grand-père, le commandant Sterling, avait disparu la veille de prendre les commandes du Lionfish en 1943.
C'est alors que le sous-marin reprend vie, enferme le petit groupe à son bord et plonge dans la mer le long des côtes de la Nouvelle-Angleterre. Stacey assomme Garmin, qui est attaché.
Le Lionfish remonte le temps au 14 août 1943 et rencontre l'U-176, un sous-marin ennemi allemand qui cherche à torpiller un paquebot allié. Le groupe ne peut pas ouvrir les portes et doit se battre s'il veut survivre. L’u-boat envoie quatre torpilles sur le Lionfish qui ne peut esquiver la première. Le Lionfish riposte une torpille qui coule l’u-boat.
Une fois sauvé, le Lionfish est attaqué par un destroyer de la marine américaine qui leur balance plusieurs grenades anti-sous-marines. 
Le Lionfish lance une torpille à la surface de l'océan contenant des objets pour donner l’information de son identité américaine. Parmi les objets sont aussi envoyés des objets high-tech (la tablette électronique du professeur notamment) qui permettront aux Américains d’avoir une avancée technologique et de gagner la Seconde Guerre mondiale et ainsi sauver des millions de vie.
Le destroyer voit le drapeau américain, comprend que c'est leur compatriote, et cesse de larguer des grenades sous-marines. 
Les rescapés de l'équipe du professeur sont sortis sains et saufs du Lionfish par les services secrets américains, qui proposent à Peter une place dans leur centre de recherche.

## Fiche technique
- Titre original : Subconscious
- Titre français : USS Lionfish
- Réalisation : Georgia Hilton
- Scénario : Georgia Hilton
- Montage : Emily Gee
- Musique : Nate Kohrs, Gary Tash
- Direction artistique : Naomi Brockwell
- Décors : Alicia Criscuolo
- Costumes : Lars Elling Lunde
- Producteur : Naomi Brockwell
- Société de production : Hilton Media Management, Rainsworth Productions, Underwater Productions (III)
- Société de distribution : 
  -  États-Unis : Grindstone Entertainment Group, Lionsgate Home Entertainment
  -  Royaume-Uni : New Horizon Films
  -  France : Factoris Films
  -  Japon : Interfilm
- Pays d'origine :  États-Unis
- Langue : Anglais
- Format : Couleurs - 1.85 : 1 - 35 mm - son DTS Dolby Digital
- Genre : Science-fiction, action et thriller
- Durée : 110 minutes (1 h 50)
- Année de production : 2015
- Dates de sortie : 
  -  États-Unis Subconscious : 10 mars 2015
  -  Royaume-Uni Sea Wolf : 30 mars 2015 (DVD title)
  -  Japon USS Lionfish SS-298 : 5 août 2015 (DVD premiere)
  -  France USS Lionfish : 5 mai 2015 (DVD title)

## Distribution
- Tim Abell : Peter Williams, professeur
- Aleisha Force : Stacey, l'ex-femme de Peter
- Tom Stedham : M. Garmin
- Naomi Brockwell : Vicki Chambers, l'assistante du professeur
- Cambridge Jones : Commandant Tommy Sterling
- Mike Beckingham : Mike, le chercheur de fantôme
- Peter Barry : professeur Gant
- Dominick Mancino : Amiral Roberts
- Bop Tweedie : Captain Wilson
- Neill Corner : Farmer
- Norman Harbinson : Capitain Dierkson
- Jeff Price : U-176 premier officier
- Deborah Grosmark : OSS Photographe

## Lieux du tournage
Le film a été tourné aux États-Unis : Fall River au Massachusetts, Newport (Rhode Island), New York (État de New York), Miami (Floride) et Burbank (Californie).

## Critique et réception
La review aggregator Rotten Tomatoes rapporte le résultat de 67 critiques donnant au film une critique négative par une note moyenne de 1,6/5.